# مقاطعة سان دييغو (كاليفورنيا)

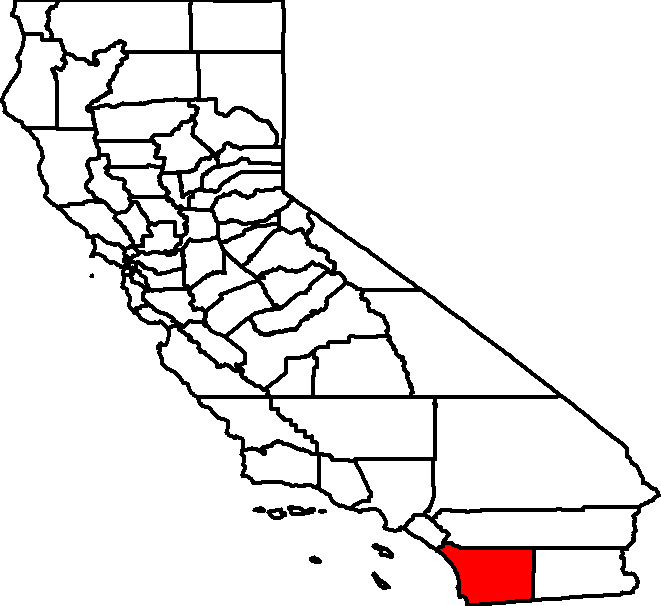
موقع مقاطعة سان دييغو في ولاية كاليفورنيا في الولايات المتحدة

مقاطعة سان دييغو (بالإنجليزية: San Diego County)‏ هي إحدى مقاطعات ولاية كاليفورنيا في الولايات المتحدة الأمريكية.

## تاريخها
وقد كانت مأهولة بالسكان في منطقة سان دييغو لأكثر من 10,000 سنة قبل الشعب Kumeyaay.(كوميونيتى)
و سان دييغو هي أول مقاطعة زارها الاوربيون في الساحل الغربي للولايات المتحدة الأمريكية عندما رسى خوان كأبريللو على ساحل سانديغو سنة 1542 واعلنها تابعة لإسبانياوفي سنة 1821 أصبحت سان دييغو تابعة للمكسيك بعد استقلال المكسيك عن إسبانيا. بعد الحرب الأمريكية ضد المكسيك ضمت الولايات المتحدة الأمريكية مقاطعة سان دييغو إليها سنة 1850 وأصبحت رسميا جزءا من الولايات المتحدة الأمريكية وولاية كاليفورنيا.
تعتبر سان دييغو الآن من المدن المظيفة لقواعد البحرية الأمريكية وذلك منذ 1901 ومنذ ذلك الوقت تستضيف سان دييغو واحدة من أكبر قواعد البحرية الأمريكية حيث تبنى السفن البحرية الجديدة.
نحنضن مقاطعة سان دييغو
أحد أكبر فنادق العالم وملعب بيتكو بارك بيسبول لفريق سان دييغو بادريس
ملعب كرة القدم الأمريكية لفريق سان دييغو تشارجرز واسمه ملعب كوالكم
أيضا مركز المقرات الأكبر (كونفينشن سنتر) في ولاية كاليفورنيا

## المواصلات
يستعمل 80% من السكان على السيارات الخاصة وسان دييغو تحتوي على عديد من الطرق السريعة داخل الولاية وأخرى إلى الولايات المجاورة.
و يوجد في المقاطعة جسر كورونادو الذي يعبر خليج سان دييغو حيث يربط مدينة سان دييغو و مدينة كورونادو.
الترولي: (القطار الكهربائي) (trolley) الذي يمر من مركز المدينة والجزء الشرقي والجنوبي من المقاطعة.
الباصات: تغطي جميع المدن في المقاطعة.
مطار سان دييغو: ويدعى (Lindbergh Field Airport) وهو المطار الرئيسي للمقاطعة هو دولي ومحلي أيضا و مدرجه هو الأكثر ازدحاما في الولايات المتحدة المتحدة حيث استخدمه 17 مليون مسافر سنة 2005. الآن يتم عملية إصلاحات وتكبير للمدرج الثاني وستنتهي التصليحات سنة 2013

## المدن والتقسيمات الادارية
تتألف مقاطعة سان دييغو من 18 مدينة

1-سان دييغو، 2- كارلسباد، 3-جولا فيستا، 4-كورونادو، 5- ديل مار، 6- ايلكاهون، 7- اينسينيتاس، 8- ايسكونديدو، 9- ايمبيريال بيج، 10- لاميسا، 11-ليمونغروف، 12- ناشيونال ستي، 13- اوشن سايد، 14-باواي، 15- سان ماركوس، 16-سانتي، 17-سالونا بيج، 18-فيستا

## الرياضة
تحتضن مقاطعة سان دييغو
فريق سان دييغو تشارجرز و هو فريق يلعب في الدوري الأمريكي الوطني لكرة القدم الأمريكية و ملعبه هو كوالكم سعته 86,000 متفرج
فريق سان دييغو بادريس وهو يلعب في الدوري الأمريكي الوطني للبيسبول وملعبه هو بيتكو بارك

## وصلات خارجية
- الموقع الرسمي